# Агиос Терапон
Агиос Тера̀пон (на гръцки: Άγιος Θεράπων) е село в Кипър, окръг Лимасол. Според статистическата служба на Република Кипър през 2001 г. селото има 152 жители.
Намира се на 20 км северно от Ерими.